# Kishunpur
Kishunpur là một thị xã và là một nagar panchayat của quận Fatehpur thuộc bang Uttar Pradesh, Ấn Độ.

## Nhân khẩu
Theo điều tra dân số năm 2001 của Ấn Độ, Kishunpur có dân số 5943 người. Phái nam chiếm 52% tổng số dân và phái nữ chiếm 48%. Kishunpur có tỷ lệ 49% biết đọc biết viết, thấp hơn tỷ lệ trung bình toàn quốc là 59,5%: tỷ lệ cho phái nam là 58%, và tỷ lệ cho phái nữ là 39%. Tại Kishunpur, 22% dân số nhỏ hơn 6 tuổi.